# ウォン記号
ウォン記号（ウォンきごう、英: won sign、朝: 원 기호）「₩」は朝鮮の通貨単位、ウォンの記号（通貨記号）であり、以下の表現に使用される:
- 大韓民国ウォン (KRW)
- 朝鮮民主主義人民共和国ウォン (KPW)
- 歴史上の通貨ウォン（非公式）

## バックスラッシュとウォン記号
JIS X 0201（およびそれを含むISO-2022-JPやShift_JISなど）の円記号と同様、ASCIIおよびISO/IEC 646 国際基準版においてバックスラッシュが割り当てられている0x5Cに対して、韓国の標準であるEUC-KRのISO/IEC 646互換部分ではウォン記号を割り当てている。そのため、朝鮮語版のMS-DOSやWindowsではパス区切りやエスケープ文字がウォン記号として表示される。

## 符号位置
| 記号 | Unicode | JIS X 0213 | 文字参照          | 名称               |
| ---- | ------- | ---------- | ----------------- | ------------------ |
| ₩    | U+20A9  | -          | &#x20A9; &#8361;  | ウォン記号         |
| ￦   | U+FFE6  | -          | &#xFFE6; &#65510; | ウォン記号（全角） |